# 나카긴 캅셀타워빌

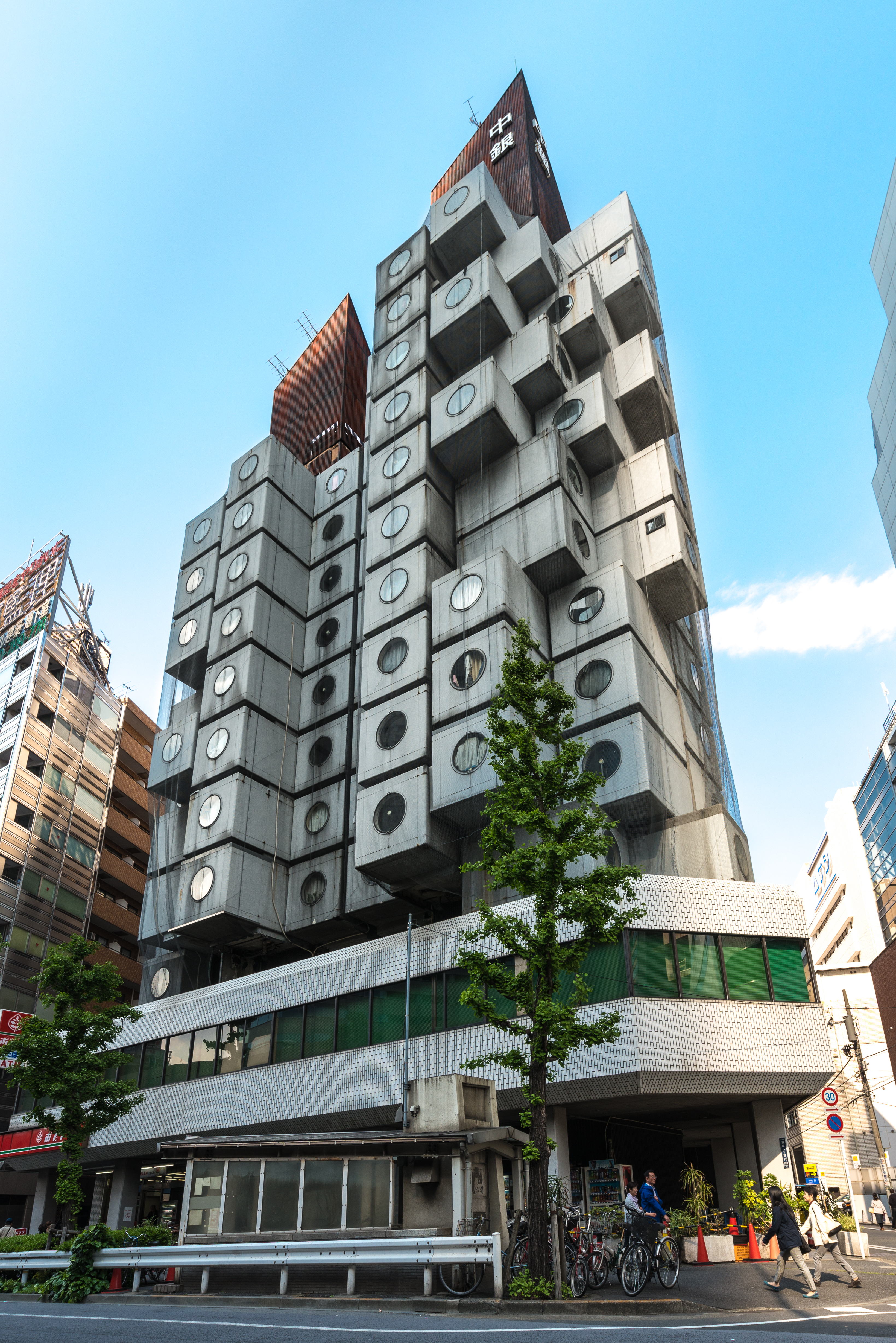

나카긴 캅셀타워빌(일본어: 中銀カプセルタワービル 나카긴카푸세루타와비루[*])은 세계 최초로 실용화된 캡슐형 집합주택(맨션아파트)다. 쿠로카와 키쇼가 설계하여 1972년(쇼와 47년) 준공했다.
쿠로카와의 초기 대표작이자, 메타볼리즘 양식을 대표하는 작품이다. 건물을 구성하는 각 방의 독립성이 현저히 높아, 방(캡슐)만 따로 교체하는 것도 기술적으로는 가능하게 설계되었다. 하지만 실제로는 일부 캡슐만 교체하는 것은 비용상 곤란하여 그런 식으로 운영되지 않았다. 원래 계획에서는 준공한 이후 25년 주기로 교체될 예정이었으나 지금까지 한 번도 교체된 적은 없다.

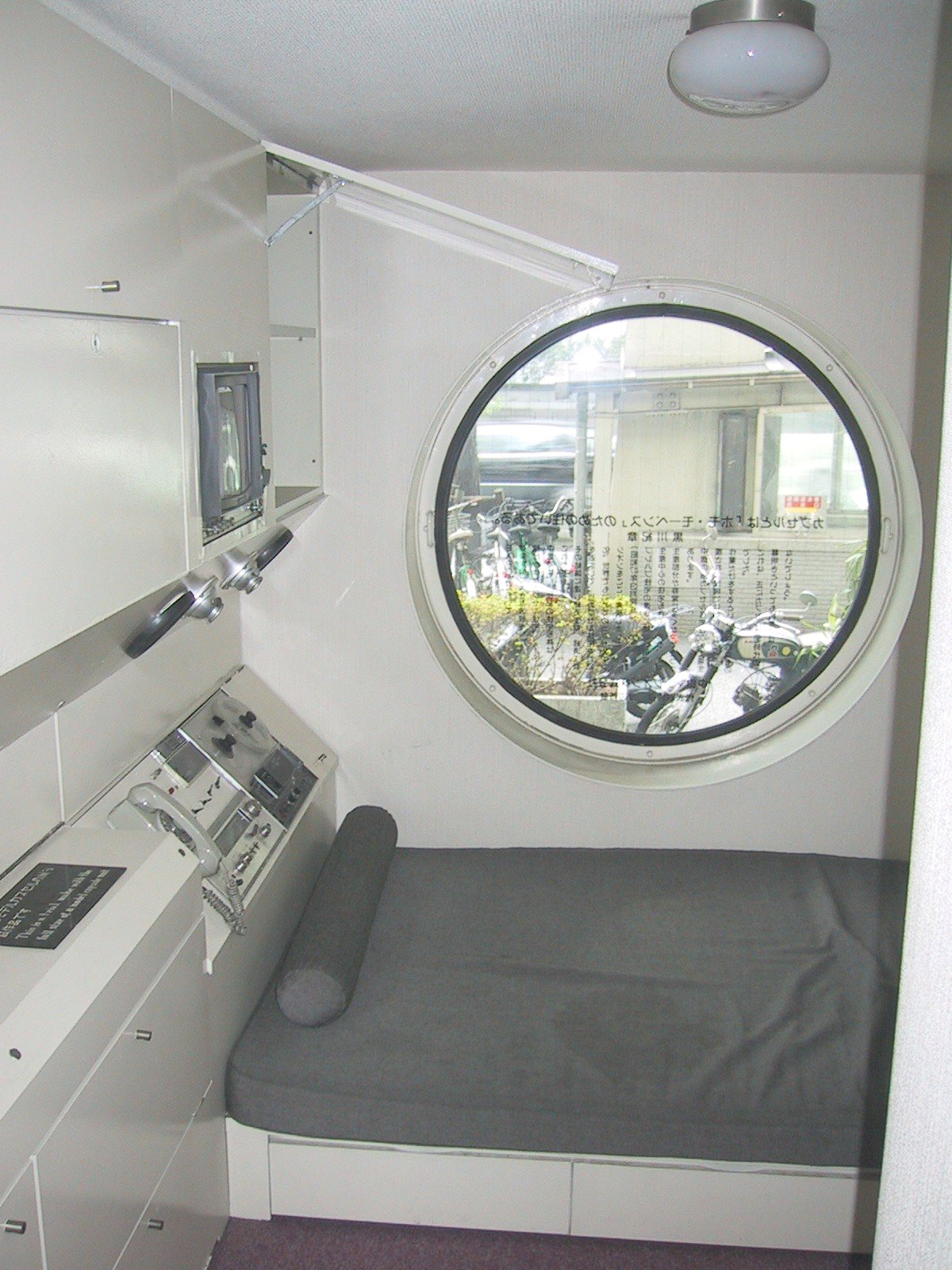
캅셀의 내장.

새집을 겹겹이 쌓아올린 듯한(외국인 견학자들은 드럼세탁기를 겹겹이 쌓아올린 것 같다고 표현) 특이한 외관은 유닛제 맨션의 기능을 직접적으로 표현하여, 메타볼리즘 설계사상을 명확하게 표현한 디자인성이 높게 평가받았다. 1개 캡슐의 면적은 10 평방미터 (4미터 × 2.5 미터)였다. 캡슐의 용도는 비즈니스맨의 세컨드하우스 또는 오피스로 상정되어, 침대, 에어컨, 냉장고, 전화기(회전다이얼식), 아날로그 텔레비전, 스테레오, 수납장 등을 갖추고 있었다. 식사는 밖에서 해결하고 세탁은 콩셰르주에게 맡기도록 되어 있어서 식사 및 세탁의 기능은 없었다. 즉 살림집이라기보다는 숙박이나 여가를 위한 장소로 설계되었다.
2006년 도코모노 저팬 선정 일본의 모던 무브먼트 건축에 선정되었다.
노후화 등을 이유로 철거 및 재건축을 해야 한다는 제언이 많았으나 오랫동안 방침이 정해지지 않다가 2021년 7월 철거가 결정되었다. 엘리베이터는 총두대이며 특이하게도 3층은 서지않으며 총 12층까지 있다. 철거될때까지 단 한번의 대차없이 미쓰비시 엘리베이터를 사용하였다.

## 같이 보기
- 캡슐 호텔